# Pamela Gordon
Pamela Felicity Gordon (* 1954) ist eine bermudische Politikerin der United Bermuda Party (UBP), die unter anderem zwischen 1997 und 1998 Premierministerin war.

## Leben
Pamela Gordon war 1992 kurzzeitig parlamentarische Staatssekretärin im Ministerium für Gemeindeentwicklung, Kultur und Jugend und wurde im Anschluss 1992 von Premierminister John Swan zur Ministerin für Jugend, Sport und Freizeit in dessen Kabinett berufen. Dieses Ministeramt bekleidete sie zwischen 1995 und 1996 auch in der Regierung von Swans Nachfolger, David Saul. Anschließend übernahm sie zwischen 1996 und 1997 im Kabinett Saul das Amt der Ministerin für Umwelt, Planung und natürliche Ressourcen. Zugleich war sie stellvertretende Vorsitzende der United Bermuda Party.
Am 27. März 1997 wurde Pamela Gordon als Nachfolgerin von David Saul Premierministerin. Zugleich wurde sie Vorsitzende der United Labour Party und übernahm in ihrem Kabinett die Ämter als Informationsministerin und Generalstaatsanwältin. Das Amt der Premierministerin bekleidete sie bis zur Niederlage der UBP bei den Wahlen zum Versammlungshaus (House of Assembly) am 10. November 1998. Aus diesen Wahlen ging die Progressive Labour Party mit 30.422 Stimmen (54,57 Prozent) als Siegerin hervor und konnte die Anzahl ihrer Mandate um acht Sitze auf 26 Parlamentssitze erhöhen. Die United Bermuda Party unter Pamela Gordon errang 24.706 Wählerstimmen (44,32 Prozent) und verlor acht Sitze, so dass sie nur noch 14 Abgeordnete stellen konnte. Neue Premierministerin wurde daraufhin Jennifer M. Smith von der PLP.
Pamela Gordon bekleidete daraufhin noch bis 2001 die Funktionen als Vorsitzende der UBP und war zugleich Oppositionsführerin im Versammlungshaus. In dieser Position folgte ihr im Anschluss Grant Gibbons.
Ihre Schwester Patricia Gordon-Pamplin ist ebenfalls Politikerin und war zeitweise Ministerin sowie zwischen 2007 und 2008 kommissarische Vorsitzende der United Bermuda Party.